# Municipio de Jackson (condado de Paulding)
El municipio de Jackson (en inglés: Jackson Township) es un municipio ubicado en el condado de Paulding en el estado estadounidense de Ohio. En el año 2010 tenía una población de 1795 habitantes y una densidad poblacional de 18,84 personas por km².

## Geografía
El municipio de Jackson se encuentra ubicado en las coordenadas 41°7′42″N 84°31′30″O / 41.12833, -84.52500. Según la Oficina del Censo de los Estados Unidos, el municipio tiene una superficie total de 95.3 km², de la cual 95,15 km² corresponden a tierra firme y (0,15 %) 0,15 km² es agua.

## Demografía
Según el censo de 2010, había 1795 personas residiendo en el municipio de Jackson. La densidad de población era de 18,84 hab./km². De los 1795 habitantes, el municipio de Jackson estaba compuesto por el 96,43 % blancos, el 1,06 % eran afroamericanos, el 0,33 % eran amerindios, el 0,11 % eran asiáticos, el 0,95 % eran de otras razas y el 1,11 % eran de una mezcla de razas. Del total de la población el 3,96 % eran hispanos o latinos de cualquier raza.